# Alfred II. z Windischgrätze
Alfred II. z Windischgrätze (německy Alfred II. zu Windisch-Grätz, celým jménem Alfred II. Josef Mikuláš Guntram Karel kníže z Windischgrätze, německy Alfred II. Josef Nikolaus Guntram Karl Fürst zu Windisch-Graetz, též zu Windischgrätz; 28. března 1819 Vídeň – 28. dubna 1876 Tachov) byl česko-rakouský šlechtic z rodu Windischgrätzů, generál a velkostatkář v Čechách.

## Kariéra
Narodil se ve Vídni jako nejstarší z pěti synů polního maršála knížete Alfreda z Windischgrätze (1787–1862) a jeho manželky Eleonory, rozené princezny ze Schwarzenbergu (1796–1848). 
Po otcově vzoru od mládí sloužil v armádě a již v roce 1838 byl podporučíkem. Téhož roku doprovázel svého strýce knížete Jana Adolfa ze Schwarzenbergu na jeho mimořádné misi při příležitosti korunovace britské královny Viktorie. Za revoluce v roce 1848 byl povýšen na majora a do roku 1855 byl pobočníkem svého otce. Později v hodnosti plukovníka (1857) velel posádkám v Budapešti a v Brně, v roce 1861 byl povýšen na generálmajora. Zúčastnil se prusko-rakouské války v roce 1866 a poté byl povýšen na c. k. polního podmaršála (1868). V letech 1869–1870 byl vrchním velitelem v Bratislavě.
Po otcově smrti (1862) převzal titul knížete a také dědičné členství v rakouské panské sněmovně a v horní komoře Würtemberského království, zároveň také čestnou hodnost dědičného nejvyššího štolby ve Štýrsku. Byl též c.k. komořím a tajným radou, v roce 1868 obdržel Řád zlatého rouna.

## Majetkové poměry a rodina
Nejdůležitější částí rodinného dědictví byl velkostatek Tachov, který s rozlohou přesahující 10 000 hektarů půdy patřil k největším pozemkovým celkům ve šlechtickém vlastnictví v Čechách. Kromě Tachova vlastnil Kladruby a Štěkeň, rozsahem bylo důležité i panství Lieskové s hradem Korlátka v Uhrách s rozlohou přes 4 800 hektarů. V Kraňsku (dnešní Slovinsko) patřilo k rodovému dědictví panství Rogatec (Rohitsch) se zámkem a více než 3 500 hektary. Když kníže Alfred II. přebíral majetek, činila jeho hodnota téměř tři milióny zlatých. Zakládal průmyslové podniky, například v Kladrubech uvedl do provozu pivovar. Do Kladrub přenesl hlavní rodové sídlo a bývalou budovu prelatury nechal po roce 1867 přestavět na zámek. Do areálu kláštera přemístil také rodovou hrobku. Na tachovském panství nechal postavit lovecký zámek Ostrůvek.
Oženil se v Praze v roce 1850 s princeznou Hedvikou Lobkowiczovou (1829–1852), dcerou dvorského kancléře knížete Augusta Longina z Lobkowicz (1797–1842). Z jejich manželství se narodil jediný syn, kníže Alfred III. z Windischgrätze (1851–1927), pozdější rakouský předseda vlády.
Zemřel ve věku 57 let následkem břišní koliky v Tachově, pohřben je v rodové hrobce v Kladrubech.